# Песчанский, Фёдор Григорьевич
Фёдор Григорьевич Песчанский (27 декабря 1895—1979) — генерал-майор ВС СССР (2 ноября 1944 года), начальник Ленинградского высшего общевойскового командного училища в 1943—1950 годах.

## Биография
Уроженец села Гребеники. Участник Первой мировой войны в составе Русской императорской армии, с февраля 1918 года служил в РККА, воевал в Гражданской войне. В последующие годы служил в линейных частях и вузах на различных должностях, в том числе в Новосибирском пехотном училище. Командир 370-й стрелковой дивизии с 1 июня по 30 ноября 1941 года.
В годы Великой Отечественной войны воевал на Северо-Западном фронте начальником штаба 235-й стрелковой дивизии, занимал этот пост до 8 октября 1942 года. Окончил Военную академию Генерального штаба. Начальник Ленинградского высшего общевойскового командного училища с 8 июня 1943 по 26 марта 1950 года. Службу завершил 10 декабря 1954 года.
Похоронен на Большеохтинском кладбище Санкт-Петербурга.

## Награды
- Орден Ленина (21 февраля 1945) — за долголетнюю и безупречную служу в Красной Армии[9]
- Орден Красного Знамени:
  - 3 ноября 1944 — за долголетнюю и безупречную служу в Красной Армии[10]
  - 24 июня 1948[11]
- Орден Отечественной войны II степени:
  - 16 ноября 1943 — за достигнутые успехи в деле подготовки общевойсковых офицерских кадров[12]
  - 22 февраля 1944[11] — за достигнутые успехи в деле подготовки общевойсковых офицерских кадров[13]
- Медаль «XX лет РККА»